# Lomtjärnen (Norrbärke socken, Dalarna, 667987-147901)
Lomtjärnen är en sjö i Smedjebackens kommun i Dalarna och ingår i Norrströms huvudavrinningsområde.